# Alessandro Cagliostro
Alessandro di Cagliostro gróf (Palermo, 1743. június - San Leo, 1795. augusztus 26.), eredeti nevén Giuseppe Balsamo, szicíliai kalandor, szabadkőműves és okkultista. A XVIII. századi európai királyi udvarok egyik érdekes alakja volt.

## Élete
1743-ban, a szicíliai Palermo zsidónegyedében (Albergheria) született, elszegényedett áttért családban. A fiatal fiút az Irgalmasok kolostorában nevelték, de innen erkölcstelen viselkedése miatt később kiutasították. Tizenhét éves korában a kolostori iskolában felszedett némi természettudományos ismeret és az ekkoriban érdeklődése előterébe kerülő alkímia segítségével szemfényvesztő mutatványokkal járta Palermo utcáit és csapta be az embereket. Csatlakozott Vincenzo Marano aranyműveshez, aki akkor érkezett Palermóba, hogy együtt tárjanak fel elrejtett kincseket. Az aranyműves kirablásából szerzett pénzen kezdett utazásaiba 1760-ban.
Később – állítása szerint – járt Egyiptomban, Görögországban, Perzsiában, Indiában is, tanulmányozva az okkultizmust, az alkímiát és orvosként tevékenykedve. 1768 elején érkezett Rómába, ahol orvosként működött a gazdagok életét élve. Szicíliai emigránsok útján itt ismerte meg a szolgáló Lorenza Serafina Felicianit, akit még ebben az évben feleségül vett. Durva nyelvezete és feleségének erkölcstelenségre csábítása miatt hamar összekülönbözött új családjával.  Rómából a pár Londonba utazott, ahol Giuseppe számtalan álnév és álcím használata után megállapodott az anyai nagy-nagybátyjától kölcsönzött Cagliostro névnél. Állítólag itt találkozott Saint-Germain gróffal, aki beavatta az egyiptomi szabadkőművességbe és a templomos lovagok sorába. 1777-ben a londoni 289. számú Remény szabadkőműves páholy tagjává avatják. Ez év decemberében a házaspár Londonból a kontinensre távozott, ahol számos német államot kerestek fel és végiglátogatták a Szigorú Megfigyelés rítusú páholyokat - áttérő tagokat keresve Cagliostro "Egyiptomi Szabadkőműves" mozgalmába. 1772-ben Párizsba ment, hogy eladja orvosi elixírjét. XVI Lajos érdeklődött Cagliostro iránt, aki a királyi udvart mágiával és meséivel szórakoztatta. Gyógyítóként is ismert lett. Ekkoriban már annyira hírneves volt, hogy állítólag Benjamin Franklin számára ajánlották orvosnak. Az ezt követő években hamisított katonai papírokkal beutazta Európát, járt többek között Kurföldön, Oroszországban, Lengyelországban, majd később Franciaország számos városában. Mindenhol kereste a kapcsolatot az uralkodókkal és a helyi páholyokkal. Rohan bíboros segélykérő könyörgésére 1785-ben visszatért Párizsba.
Itt belekeveredett a nagy port kavart gyémánt nyakék-szélhámossági ügybe. Ezután hat hónapon keresztül volt börtönben a Bastille-ban, majd kiutasították Franciaországból. A rákövetkező néhány évben Londonban élt, majd 1789-ben Rómába látogatott, ahol december végén az inkvizíció fogságába esett. Állítólag a felesége jelentette fel. Szabadkőműves páholy alapításának, valamint boszorkányság és az ördöghöz fűződő kapcsolatok vádjával halálra ítélték. Büntetését aztán élethosszig tartó börtönre enyhítették. 1795-ben halt meg a romagnai San Leo erődjében.

## Magyarul róla
- Dumas: A varázsló. Balsamo József, Gróf Cagliostro; ford. Balla Mihály; Nova, Bp., 1924 (Dumas válogatott művei)
- Dumas: Madame Dubarry bukása Balsamo József, Gróf Cagliostro; ford. Balla Mihály; Nova, Bp., 1925 (Dumas válogatott művei)
- Gáspárné Dávid Margit: A csodadoktor Cagliostro rejtelmes élete; Széchenyi, Bp., 1942
- Raymond Silva: Cagliostro rejtelmes élete; ford. Hegedűs Éva; Gondolat, Bp., 1983

## Fordítás
- Ez a szócikk részben vagy egészben  az   Alessandro Cagliostro című angol Wikipédia-szócikk fordításán alapul.  Az eredeti cikk szerkesztőit annak laptörténete sorolja fel. Ez a jelzés csupán a megfogalmazás eredetét és a szerzői jogokat jelzi, nem szolgál a cikkben szereplő információk forrásmegjelöléseként.
- Ez a szócikk részben vagy egészben  az   Alessandro Cagliostro című portugál Wikipédia-szócikk fordításán alapul.  Az eredeti cikk szerkesztőit annak laptörténete sorolja fel. Ez a jelzés csupán a megfogalmazás eredetét és a szerzői jogokat jelzi, nem szolgál a cikkben szereplő információk forrásmegjelöléseként.